# آرنه نيلسن
آرنه نيلسن هو لاعب رماية دنماركي، ولد في 1 أكتوبر 1895 في آرهوس في الدنمارك، وتوفي في 20 يونيو 1942 في كوبنهاغن في الدنمارك.

## وصلات خارجية
- آرنه نيلسن على موقع أوليمبيديا (الإنجليزية)